# Weddelbrook
Weddelbrook er en by og en kommune i det nordlige Tyskland, beliggende i Amt Bad Bramstedt-Land i
den vestlige del af Kreis Segeberg. Kreis Segeberg ligger i den sydøstlige del af delstaten Slesvig-Holsten.

## Geografi
Weddelbrook ligger umiddelbart sydvest for Bad Bramstedt. Mod nord går Bundesstraße B206 fra Bad Bramstedt mod Itzehoe og mod øst går B4 fra Hamborg mod Bad Bramstedt.